# São Sebastião da Boa Vista
São Sebastião da Boa Vista là một đô thị thuộc bang Pará, Brasil. Đô thị này có diện tích 1632,2 km², dân số năm 2007 là 19688 người, mật độ 12,1 người/km².